# Legjobb női alakítás díja (cannes-i fesztivál)
A Legjobb női alakítás díja (franciául: Prix d'interprétation féminine) a Cannes-i fesztiválon átadott elismerés. A fesztivál nagyjátékfilm zsűrije ítéli oda annak a színésznőnek, aki a legjobb teljesítményt nyújtja a hivatalos válogatás versenyfilmjei valamelyikében.
Első alkalommal 1946-ban adták át, azonban az 1950-es években több ízben is előfordult, hogy nem került kiosztásra. 1955-ben a díj elnevezése Legjobb alakítás díjára (Prix d'interprétation) változott, és nem csak színészek, hanem színésznők, sőt szereplőgárdák is részesülhettek ebben az elismerésben. Egy évvel később a neve a Legjobb alakítás nemzetközi díja (Prix international de la meilleur interprétation) lett, továbbra is a nemek megkülönböztetése nélkül (abban az évben nő kapta), majd visszatértek az eredeti elnevezéshez.

## Díjazottak
| Év   | Színésznő                                                                               | Magyar cím                                                 | Eredeti cím                                                | Ország                                                     | Megj.       |
| ---- | --------------------------------------------------------------------------------------- | ---------------------------------------------------------- | ---------------------------------------------------------- | ---------------------------------------------------------- | ----------- |
| 1946 | Michèle Morgan                                                                          | Elveszett boldogság                                        | La symphonie pastorale                                     | FRA                                                        |             |
| 1947 | A díjat nem osztották ki.                                                               | A díjat nem osztották ki.                                  | A díjat nem osztották ki.                                  | A díjat nem osztották ki.                                  |             |
| 1948 | A fesztivált pénzügyi nehézségek miatt nem rendezték meg.                               | A fesztivált pénzügyi nehézségek miatt nem rendezték meg.  | A fesztivált pénzügyi nehézségek miatt nem rendezték meg.  | A fesztivált pénzügyi nehézségek miatt nem rendezték meg.  |             |
| 1949 | Isa Miranda                                                                             | A feledés útján                                            | Au-delà des grilles                                        | ITA                                                        |             |
| 1950 | A fesztivált pénzügyi nehézségek miatt nem rendezték meg.                               | A fesztivált pénzügyi nehézségek miatt nem rendezték meg.  | A fesztivált pénzügyi nehézségek miatt nem rendezték meg.  | A fesztivált pénzügyi nehézségek miatt nem rendezték meg.  |             |
| 1951 | Bette Davis                                                                             | Mindent Éváról                                             | All About Eve                                              | USA                                                        |             |
| 1952 | Lee Grant                                                                               | Detektívtörténet                                           | Detective Story                                            | USA                                                        |             |
| 1953 | A díjat nem osztották ki.                                                               | A díjat nem osztották ki.                                  | A díjat nem osztották ki.                                  | A díjat nem osztották ki.                                  | [ 2 ]       |
| 1954 | A díjat nem osztották ki.                                                               | A díjat nem osztották ki.                                  | A díjat nem osztották ki.                                  | A díjat nem osztották ki.                                  |             |
| 1955 | Teljes szereplőgárda                                                                    | A Zsurbin család                                           | Bolsaja szemja                                             | URS                                                        | [ 3 ]       |
| 1956 | Susan Hayward                                                                           | Holnap sírni fogok                                         | I’ll Cry Tomorrow                                          | USA                                                        | [ 4 ]       |
| 1957 | Giulietta Masina                                                                        | Cabiria éjszakái                                           | Le notti di Cabiria                                        | ITA                                                        |             |
| 1958 | Bibi Andersson, Eva Dahlbeck, Barbro Hiort af Ornäs és Ingrid Thulin                    | Az élet küszöbén                                           | Nära livet                                                 | SWE                                                        |             |
| 1959 | Simone Signoret                                                                         | Hely a tetőn                                               | Room at the Top                                            | FRA                                                        |             |
| 1960 | Melína Merkúri                                                                          | Vasárnap soha                                              | Never on Sunday                                            | GRE                                                        | (megosztva) |
| 1960 | Jeanne Moreau                                                                           | –––                                                        | Moderato cantabile                                         | FRA                                                        | (megosztva) |
| 1961 | Sophia Loren                                                                            | Egy asszony meg a lánya                                    | La ciociara                                                | ITA                                                        |             |
| 1962 | Katharine Hepburn                                                                       | Hosszú, forró nyár                                         | The Long, Hot Summer                                       | USA                                                        |             |
| 1963 | Marina Vlady                                                                            | A méhkirálynő                                              | L'Ape regina                                               | FRA                                                        |             |
| 1964 | Anne Bancroft                                                                           | Tökmagevő                                                  | The Pumpkin Eater                                          | USA                                                        | (megosztva) |
| 1964 | Barbara Barrie                                                                          | Egy krumpli, két krumpli                                   | One Potato, Two Potato                                     | USA                                                        | (megosztva) |
| 1965 | Samantha Eggar                                                                          | A lepkegyűjtő                                              | The Collector                                              | GBR                                                        |             |
| 1966 | Vanessa Redgrave                                                                        | Morgan – Orvosi eset                                       | Morgan: A Suitable Case for Treatment                      | GBR                                                        |             |
| 1967 | Pia Degermark                                                                           | Elvira Madigan                                             | Elvira Madigan                                             | SWE                                                        |             |
| 1968 | Az 1968. májusi zavargások miatt a fesztivál félbeszakadt.                              | Az 1968. májusi zavargások miatt a fesztivál félbeszakadt. | Az 1968. májusi zavargások miatt a fesztivál félbeszakadt. | Az 1968. májusi zavargások miatt a fesztivál félbeszakadt. |             |
| 1969 | Vanessa Redgrave                                                                        | Isadora                                                    | Isadora                                                    | GBR                                                        |             |
| 1970 | Ottavia Piccolo                                                                         | –––                                                        | Metello                                                    | ITA                                                        |             |
| 1971 | Kitty Winn                                                                              | Pánik a Tű parkban                                         | The Panic in Needle Park                                   | USA                                                        |             |
| 1972 | Susannah York                                                                           | Végzetes képzelgések                                       | Images                                                     | GBR                                                        |             |
| 1973 | Joanne Woodward                                                                         | A gamma-sugarak hatása a százszorszépekre                  | The Effect of Gamma Rays on Man-in-the-Moon Marigolds      | USA                                                        |             |
| 1974 | Marie-José Nat                                                                          | A bál hegedűi                                              | Les violons du bal                                         | FRA                                                        |             |
| 1975 | Valerie Perrine                                                                         | Lenny                                                      | Lenny                                                      | USA                                                        |             |
| 1976 | Dominique Sanda                                                                         | A Ferramonti-örökség                                       | L'eredità Ferramonti                                       | FRA                                                        | (megosztva) |
| 1976 | Törőcsik Mari                                                                           | Déryné, hol van?                                           | Déryné, hol van?                                           | HUN                                                        | (megosztva) |
| 1977 | Shelley Duvall                                                                          | Három nő                                                   | 3 Women                                                    | USA                                                        | (megosztva) |
| 1977 | Monique Mercure                                                                         | –––                                                        | J.A. Martin photographe                                    | CAN                                                        | (megosztva) |
| 1978 | Jill Clayburgh                                                                          | Asszony férj nélkül                                        | An Unmarried Woman                                         | USA                                                        | (megosztva) |
| 1978 | Isabelle Huppert                                                                        | –––                                                        | Violette Nozière                                           | FRA                                                        | (megosztva) |
| 1979 | Sally Field                                                                             | Norma Rae                                                  | Norma Rae                                                  | USA                                                        |             |
| 1980 | Anouk Aimée                                                                             | Ugrás a semmibe                                            | Salto nel vuoto                                            | FRA                                                        |             |
| 1981 | Isabelle Adjani                                                                         | Megszállottság                                             | Possession                                                 | FRA                                                        |             |
| 1981 | Isabelle Adjani                                                                         | Kvartett                                                   | Quartet                                                    | FRA                                                        |             |
| 1982 | Jadwiga Jankowska-Cieslak                                                               | Egymásra nézve                                             | Egymásra nézve                                             | POL                                                        |             |
| 1983 | Hanna Schygulla                                                                         | Piera története                                            | Storia di Piera                                            | FRG                                                        |             |
| 1984 | Helen Mirren                                                                            | Cal                                                        | Cal                                                        | GBR                                                        |             |
| 1985 | Norma Aleandro                                                                          | A hivatalos változat                                       | La historia oficial                                        | ARG                                                        | (megosztva) |
| 1985 | Cher                                                                                    | Maszk                                                      | Mask                                                       | USA                                                        | (megosztva) |
| 1986 | Barbara Sukowa                                                                          | Rosa Luxemburg                                             | Die Geduld der Rosa Luxemburg                              | FRG                                                        | (megosztva) |
| 1986 | Fernanda Torres                                                                         | –––                                                        | Eu Sei Que Vou Te Amar                                     | BRA                                                        | (megosztva) |
| 1987 | Barbara Hershey                                                                         | Félénk emberek                                             | Shy People                                                 | USA                                                        |             |
| 1988 | Barbara Hershey Jodhi May Linda Mvusi                                                   | Elválasztott világ                                         | A World Apart                                              | USA · GBR · RSA                                            | (megosztva) |
| 1989 | Meryl Streep                                                                            | Sikoly a sötétben                                          | Evil Angels                                                | USA                                                        |             |
| 1990 | Krystyna Janda                                                                          | Kihallgatás                                                | Przesluchanie                                              | POL                                                        |             |
| 1991 | Irène Jacob                                                                             | Veronika kettős élete                                      | La double vie de Véronique                                 | FRA                                                        |             |
| 1992 | Pernilla August                                                                         | A legjobb szándékok                                        | Den goda viljan                                            | SWE                                                        |             |
| 1993 | Holly Hunter                                                                            | Zongoralecke                                               | The Piano                                                  | USA                                                        |             |
| 1994 | Virna Lisi                                                                              | Margó királyné                                             | La reine Margot                                            | ITA                                                        |             |
| 1995 | Helen Mirren                                                                            | György király                                              | The Madness of King George                                 | GBR                                                        |             |
| 1996 | Brenda Blethyn                                                                          | Titkok és hazugságok                                       | Secrets & Lies                                             | GBR                                                        |             |
| 1997 | Kathy Burke                                                                             | Éhkoppon                                                   | Nil by Mouth                                               | GBR                                                        |             |
| 1998 | Élodie Bouchez és Natacha Régnier                                                       | Élet, amiről az angyalok álmodnak                          | The Dreamlife of Angels                                    | FRA                                                        |             |
| 1999 | Séverine Caneele                                                                        | Emberiség                                                  | L'humanité                                                 | BEL                                                        | (megosztva) |
| 1999 | Émilie Dequenne                                                                         | Rosetta                                                    | Rosetta                                                    | BEL                                                        | (megosztva) |
| 2000 | Björk                                                                                   | Táncos a sötétben                                          | Dancer in the Dark                                         | ISL                                                        |             |
| 2001 | Isabelle Huppert                                                                        | A zongoratanárnő                                           | La pianiste                                                | FRA                                                        |             |
| 2002 | Kati Outinen                                                                            | A múlt nélküli ember                                       | Mies vailla menneisyyttä                                   | FIN                                                        |             |
| 2003 | Marie-Josée Croze                                                                       | Barbárok a kapuk előtt                                     | Les invasions barbares                                     | CAN                                                        |             |
| 2004 | Maggie Cheung                                                                           | Tiszta                                                     | Clean                                                      | HKG                                                        |             |
| 2005 | Hana Laszlo                                                                             | –––                                                        | Free Zone                                                  | ISR                                                        |             |
| 2006 | Penélope Cruz, Carmen Maura Lola Dueñas, Chus Lampreave, Blanca Portillo és Yohana Cobo | Volver                                                     | Volver                                                     | ESP                                                        | (megosztva) |
| 2007 | Cson Dojon (Jeon Do-yeon)                                                               | Rejtett napfény                                            | Miljang (밀양, Milyang)                                    | KOR                                                        |             |
| 2008 | Sandra Corveloni                                                                        | Lépések útja                                               | Linha de Passe                                             | BRA                                                        |             |
| 2009 | Charlotte Gainsbourg                                                                    | Antikrisztus                                               | Antichrist                                                 | FRA                                                        |             |
| 2010 | Juliette Binoche                                                                        | Hiteles másolat                                            | Copie conforme                                             | FRA                                                        |             |
| 2011 | Kirsten Dunst                                                                           | Melankólia                                                 | Melancholia                                                | USA                                                        |             |
| 2012 | Cosmina Startan és Cristina Flutur                                                      | Dombokon túl                                               | După dealuri                                               | ROM                                                        | (megosztva) |
| 2013 | Bérénice Bejo                                                                           | A múlt                                                     | Le passé                                                   | FRA                                                        |             |
| 2014 | Julianne Moore                                                                          | Térkép a csillagokhoz                                      | Maps to the Stars                                          | GBR • USA                                                  |             |
| 2015 | Emmanuelle Bercot                                                                       | Az én szerelmem                                            | Mon roi                                                    | FRA                                                        | (megosztva) |
| 2015 | Rooney Mara                                                                             | Carol                                                      | Carol                                                      | USA                                                        | (megosztva) |
| 2016 | Jaclyn Jose                                                                             | –––                                                        | Ma' Rosa                                                   | PHL                                                        |             |
| 2017 | Diane Kruger                                                                            | Sötétben                                                   | Aus dem Nichts                                             | GER                                                        |             |
| 2018 | Szamal Eszljamova                                                                       | –––                                                        | Ajka (Айка)                                                | KAZ                                                        | [ * 1 ]     |
| 2019 | Emily Beecham                                                                           | A boldogságvirág                                           | Little Joe                                                 | GBR                                                        | [ * 2 ]     |
| 2020 | A Covid19-pandémia miatt nem osztottak ki díjat.                                        | A Covid19-pandémia miatt nem osztottak ki díjat.           | A Covid19-pandémia miatt nem osztottak ki díjat.           | A Covid19-pandémia miatt nem osztottak ki díjat.           |             |
| 2021 | Renate Reinsve                                                                          | A világ legrosszabb embere                                 | Verdens verste menneske                                    | NOR                                                        | [ * 3 ]     |
| 2022 | Zahra Amir Ebráhimi                                                                     | Szent pók                                                  | Holy Spider                                                | IRN                                                        | [ * 4 ]     |
| 2023 | Merve Dizdar                                                                            | Elszáradt füvekről                                         | Kuru Otlar Üstüne                                          | TUR                                                        | [ * 5 ]     |
| 2024 | Adriana Paz, Karla Sofía Gascón, Selena Gomez, Zoë Saldana                              | Emilia Pérez                                               | Emilia Pérez                                               | FRA MEX                                                    | (megosztva) |
| 202t | Nadia Melliti                                                                           |                                                            | La petite dernière                                         | FRA                                                        |             |